# Křídla holubic
Křídla holubic je třinácté studiové album české hudební skupiny Spirituál kvintet, vydané v roce 2002.
Bylo to první album, na kterém účinkoval Jiří Cerha, náhrada za Oldřicha Ortinského.

## Seznam skladeb
| Pořadí         | Název                       | Délka |
| -------------- | --------------------------- | ----- |
| 1.             | Ten, kdo staví dům          | 3:13  |
| 2.             | Bíle spřežení               | 3:27  |
| 3.             | Abraham                     | 2:55  |
| 4.             | Lidi jen tak mluví          | 1:49  |
| 5.             | Křídla holubic              | 3:16  |
| 6.             | Smůla všech smůl            | 2:41  |
| 7.             | Svět s náma houpá           | 4:07  |
| 8.             | Kdo chceš býti moudrým zván | 3:40  |
| 9.             | Dívka a káně                | 2:37  |
| 10.            | Spěchá dívka alejí          | 4:40  |
| 11.            | Zůstal sám                  | 2:45  |
| 12.            | Už se to rozkřiklo          | 2:55  |
| 13.            | Ty víš, jak mi lhát         | 2:05  |
| 14.            | Ženo má                     | 4:02  |
| 15.            | Jen Ty to víš               | 2:56  |
| 16.            | Já se koulím                | 2:36  |
| Celková délka: | Celková délka:              | 49:44 |